# إيوانا بوليشينو
إيوانا بوليشينو (من مواليد 11 يوليو 2003) هي لاعبة كرة قدم رومانية تلعب كمهاجمة لفريق أوليمبيا كلوج والمنتخب الروماني لكرة القدم للسيدات.